# Steve D'Hulster
Steve D'Hulster, né le 8 mars 1978 est un homme politique belge flamand, membre de Sp.a.
Il a commencé sa carrière au Cabinet fédéral du Travail. Il a été porte-parole du ministre flamand de la mobilité, l'économie sociale et l'égalité des chances. Actuellement, il travaille à la Vlaamse Stichting Verkeerskunde (Fondation flamande pour le trafic).

## Carrière politique
- 2009-      : échevin à Mortsel
- Député flamand :
  - du 7-7-2010 au 25-5-2014 en remplacement de Caroline Gennez, élue députée fédérale